# François Xavier de Schwarz
François Xavier de Schwarz (8 de gener de 1762 – 1823) fou un oficial de la cavalleria lleugera francesa durant les Guerres de la Revolució Francesa i general de brigada en la Grande Armée de Napoleó Bonaparte.
Va nàixer a Hernweis, al Gran Ducat de Baden, fill d'un baró del Sacre Imperi Romanogermànic que estava al servei de Baviera. Schwarz va entrar al servei de França el 1776. Serví com a oficial en el segon regiment d'hússars a les guerres de la Primera i la Segona Coalicions, i va participar en totes les grans campanyes. El 1798 desembarcà a Irlanda sota les ordres del general Hardy amb un petit contingent, fou capturat el 12 d'octubre i no fou alliberat fins al 1799.
Al temps del Primer Imperi, el 1804 rebé l'honor de ser nomenat Oficial de la Legió d'Honor i el 1805, després de la seva participació en la batalla d'Austerlitz el de Comandant de la Legió. El 1807 fou promogut general de brigada. Transferit als Pirineus Orientals sota les ordres del general Duhesme, va entrar a Catalunya al front de la cavalleria italiana de l'exèrcit napoleònic. L'exèrcit de Duhesme era format per soldats de diverses procedències: francesos, italians, toscans, napolitans, suïssos i westfalians.
El 13 de febrer va arribar a Barcelona. A començaments de juny d'aquest any partí amb una columna en direcció de Lleida. La seva primera missió era escorcollar el monestir de Montserrat i destruir els polvorins que els patriotes tenien a Manresa. En arribar al Bruc, el 6 de juny, al peu del massís de Montserrat, fou atacat per una munió de paisans armats de les viles dels encontorns i per un nodrit grup de soldats espanyols desertors, les seves tropes, sorpreses, perderen una àliga imperial. Fou aleshores que va sentir tocar el timbal per tot arreu. El general westfalià decidí retrocedir, forçant les viles de Martorell i Esparreguera, on tothom llançava el que podia al cap dels soldats francesos. Després de dos dies de penosa marxa, Schwartz arribà a Molins de Rei, on va prendre posicions esperant ordres.
El 5 d'abril lluitava a la batalla de Manresa, sent derrotat per Luis González-Torres de Navarra y Castro. El 14 de setembre de 1810 fou derrotat i fet presoner pel general O'Donnell a la batalla de la Bisbal. Cedit en custòdia als anglesos, restà en captivitat fins a la fi de la guerra en 1814. Es retirà del servei el 1815 i morí el 1823.